# هرم الست رئيسة (مسلسل)
ويدور المسلسل حول حالة القهر التي يعيشها المجتمع قبل ثورة 25 يناير، وثورة الفيس بوك، من خلال أسرة صغيرة عاشت الظلم والقهر فقررت ان تثور من خلال موقع التواصل الاجتماعي فيس بوك بإنشاء جروبات ضد النظام لتكون الشرارة الأولى للثورة، المسلسل يلعب بطولته كل من هالة فاخر، نهال عنبر، أحمد خليل، عايدة غنيم، أحمد صيام، ونبيل نور الدين، بالإضافة إلى عدد من طلبة الفنون المسرحية ومن تأليف فتحي دياب الذي قدم العام قبل الماضي مسلسل «أكتوبر الأخر».